# Vila do Maio
Vila do Maio est une localité du Cap-Vert, située au sud de l'île de Maio, dans les îles de Barlavento. Connue autrefois sous le nom de « Porto Inglês », c'est le siège de la municipalité (concelho) de Maio et donc une « ville » (cidade) – un statut spécifique conféré automatiquement à tous les sièges de municipalités depuis 2010.

## Population
Lors des recensements de 2000 et 2010, le nombre d'habitants était respectivement de 2 673 et 2 982. En 2012 il est estimé à 3 056.